# Muntiacus puhoatensis
O muntíaco-de-pu-hoat (Muntiacus puhoatensis) é uma espécie de cervídeo recém-descoberta, cuja presença é conhecida apenas na região de Pu Hoat, na fronteira do Vietnã com Laos. Seu comportamento é extremamente similar ao do muntíaco-de-Roosevelt, bem como o estilo de ecossistema que habita.